# Baranaviči
Baranaviči (bjeloruski: Баранавічы, jidiš: באַראַנאָוויטש, litavski: Baranovičiai, poljski: Baranowicze, ruski: Барановичи) grad je u Bjelorusiji. Nalazi se na zapadu države, u Brestskoj oblasti na 193 km od grada Bresta. Raniji nazivi ovog grada su Razvadovo, Novi Baranaviči i Baranaviči-Razvadovo. Grad je važno željezničko središte i u njemu se nalazi državno sveučilište.
Tijekom poljsko-sovjetskog rata, preuzela ga je Poljska. Godine 1919. primio je gradska prava. Godine 1921. ima preko 11.000 stanovnika (67 % Židovi, ostali Bjelorusi, Poljaci i Rusi). Ubrzo je grad počeo rasti te je postao važno središte trgovine i prometa za to područje. Pravoslavna katedrala sagrađena je u neoklasicističkom stilu od 1924. do 1931. Ukrašena je mozaicima, koji su preživjeli rušenje katedrale Aleksandra Nevskog u Varšavi. Grad je također važna vojna postaja. U 1938. godini otvoren je lokalni ogranak Poljskog radija. Godine 1939. Baranoviči imaju gotovo 30.000 stanovnika.
Ubrzo nakon početka Drugog svjetskog rata, grad je osvojio SSSR. Lokalnim židovskim stanovnicima (9000) pridružilo su oko 3000 židovskih izbjeglica iz poljskih područja okupiranih od Njemačke. Nakon početka operacije Barbarossa grad je osvojio Wehrmacht 25. lipnja 1941. U kolovozu iste godine nastao je geto, s više od 12.000 Židova koji su živjeli u groznim uvjetima u šest zgrada na periferiji. Između 4. ožujka i 14. prosinca 1942., cijela židovska populacija dospjela je u različite njemačke koncentracijske logore, gdje su ubijeni u plinskim komorama. Samo je oko 250 Židova preživjelo rat. 
Grad je osvojila Crvena armija 6. srpnja 1944. Značajan dio poljskog stanovništva protjeran je u Sibir i Kazahstan. Nakon Drugog svjetskog rata, grad je postao dio Sovjetskog Saveza i Bjeloruske SSR. Dogodila se intenzivna industrijalizacija. Od 1991. godine, dio je nezavisne Bjelorusije.